# الکس زاناردی
الکس زاناردی (ایتالیایی: Alex Zanardi؛ زادهٔ ۲۳ اکتبر ۱۹۶۶) دوچرخه‌سوار، راننده خودروی مسابقه‌ای و مجری تلویزیون اهل ایتالیا است.
از افتخارات وی میتوان به کسب ۴ مدال طلا و ۲ مدال نقره در بازی‌های پارالمپیک اشاره کرد.